# Lotta Crabtree

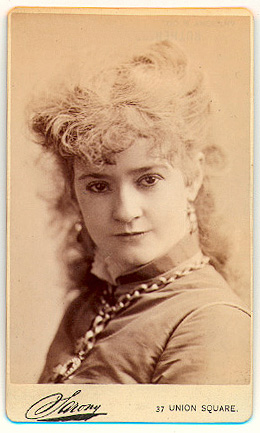
Lotta Crabtree

Lotta Crabtree, geborene Charlotte Mignon Crabtree (* 7. November 1847 in New York City; † 25. September 1924 in Boston, Massachusetts), war eine US-amerikanische Schauspielerin, Entertainerin, Komikerin und Philanthropin.
Lotta Crabtree war eine der wohlhabendsten und beliebtesten amerikanischen Entertainerinnen im späten 19. Jahrhundert. Sie war von ihren Anfängen als Sechsjährige bis zu ihrem Rückzug von der Bühne im Alter von 45 Jahren aktiv. In der Öffentlichkeit war sie als „The Nation’s Darling“ bekannt. Ihre Lebensgeschichte wurde in Golden Girl (1951) verfilmt. Dabei wurde sie von Mitzi Gaynor verkörpert.

## Frühe Jahre
Lotta Crabtree, Tochter von Mary Ann Livesey und John Ashworth Crabtree, beides englische Einwanderer, wurde 1847 in New York City geboren. Ihr Vater war Buchhändler, der sich 1851 während des Kalifornischen Goldrausches nach San Francisco aufmachte, um dort zu Wohlstand zu kommen. Lotta und ihre Mutter folgten ihm zwei Jahre später. Sie stießen in der Boomtown Grass Valley zu ihm. Während ihres Aufenthalts dort lebten sie in einer Pension. Lotta zog bald mit ihren roten Haaren, schwarzen Augen und unbändigem Lachen die Aufmerksamkeit einer Nachbarin auf sich. Dabei handelte es sich um die Tänzerin und Schauspielerin Lola Montez, die Lotta in ihrem Enthusiasmus für die Darbietung bestärkte.
Die Familie Crabtree zog weiter zu einer anderen Pension, dieses Mal in Rabbit Creek, 40 Meilen von Grass Valley entfernt. Bald darauf hatte Lotta ihren ersten professionellen Auftritt in einem Saloon, der dem jungen Italiener Mart Taylor gehörte. Crabtree begann durch Kalifornien und Nevada zu reisen. Während dieser Zeit machte sie sich in den Bergbaulagern einen Namen als Tänzerin, Sängerin und Banjospielerin. 1856 zog die Familie nach San Francisco, von wo aus Lotta regelmäßig Sacramento und das San Joaquin Valley bereiste. Lotta war 1859 als „Miss Lotta, the San Francisco Favorite“ bekannt. Ihre Mutter war während dieser Zeit als ihre Managerin tätig und fegte nach jedem Auftritt ihrer Tochter die Bühne, um bloß kein Stück Gold zu übersehen. Sie war nicht nur die vollkommene Stage-Mother, sondern auch eine kluge Geschäftsfrau. Einer Legende zufolge wurde ihre große Ledertasche mit den Einnahmen ihrer Tochter in Gold zu schwer, sodass sie in den Towns Immobilien erwarb, wo ihre Tochter auftrat.

## Theaterlaufbahn

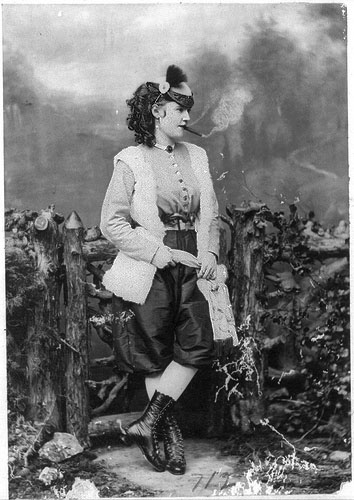
Lotta Crabtree, 1868 (Library of Congress)

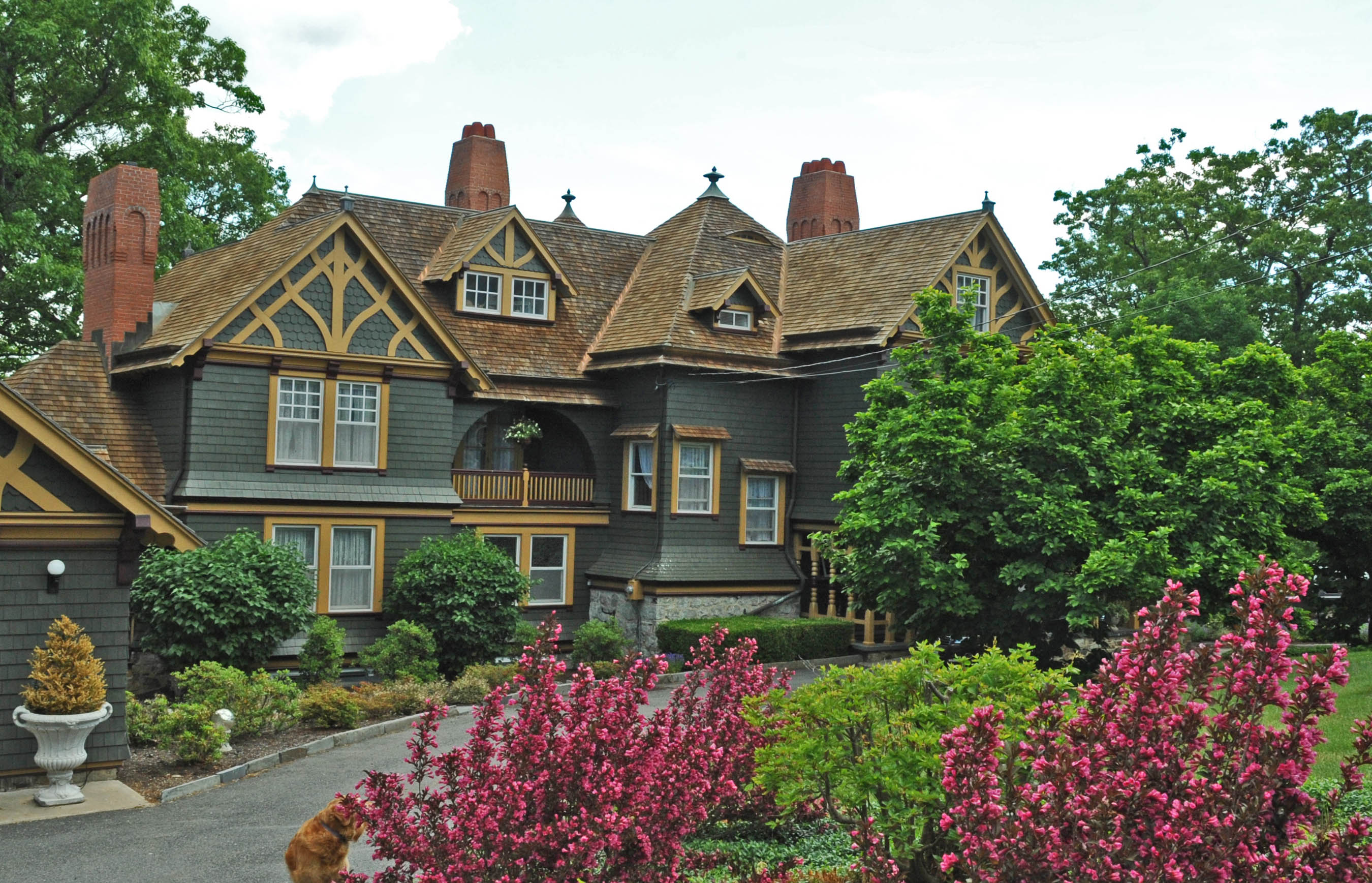
Attol Tryst, 2007 (entworfen von dem Architekten Frank Furness)

Im April 1864 gab die 16 Jahre alte Lotta eine Abschiedsvorstellung in San Francisco und die Crabtrees segelten nach New York City zurück. An der Ostküste der Vereinigten Staaten begann Lotta in einer Reihe von Theaterstücken mitzuspielen: The Old Curiosity Shop, Uncle Tom’s Cabin, Little Nell and the Marchioness. In diesem Zusammenhang schrieb der Bühnenautor John Brougham diese Werke von Charles Dickens für sie um. Mit ihrer zierlichen Größe war Lotta Crabtree für die Verkörperung von Kindern prädestiniert. In den späten 1860er Jahren war sie als „Lotta Polka“ und „Lotta Gallup“ in Amerika bekannt und im Alter von 20 Jahren ein nationaler Star. 1875 bereiste sie die Vereinigten Staaten mit ihrer eigenen Schauspieltruppe. Den Höhepunkt ihrer Laufbahn erreichte sie in den 1870er und 1880er Jahren. In der Öffentlichkeit war sie als „The Nation’s Darling“ und „The Belle of Broadway“ bekannt.
In den 1880er Jahren wurde Lotta Crabtree als die bestbezahlte Schauspielerin in den Vereinigten Staaten angesehen. Sie verdiente bis zu 5.000 Dollar pro Woche. Ihre Mutter managte weiterhin ihre Belange: Vorstellungen buchen, Standorte suchen und Theaterleute organisieren. Wenn der Überseekoffer einmal zu schwer wurde, investierte ihre Mutter die Einnahmen ihrer Tochter in lokale Immobilien, Rennpferde und Anleihen. Neben ihren Investitionen wurde ein Teil des Geldes verwendet, um lokale Einrichtungen, wie die 1846 gegründete Massachusetts Society for Aiding Discharged Prisoners zu unterstützen und um Trinkbrunnen zu errichten. Lotta’s Fountain, der bekannteste dieser Trinkbrunnen, steht nach wie vor an der Straßenkreuzung von Market and Kearny Streets in San Francisco und fungiert jeden 18. April als Treffpunkt, um des Jahrestages des Erdbebens von San Francisco im Jahr 1906 zu gedenken.
Lotta Crabtree reiste mit ihrer Mutter und ihren Brüdern ins Ausland. Sie lernte Französisch, besuchte Museen und begann zu malen. Nach ihrer Tour im Ausland kehrte sie nach San Francisco zurück, wo sie am California Theatre spielte. Zu sehen war sie dort in dem Stück Little Nell and the Marchioness von John Bowen. Während ihrer Abwesenheit wurde sie von ihrem Publikum vermisst und bei ihrer Rückkehr herzlichst willkommen geheißen.
1885 ließ ihre Mutter ein Sommerhaus mit 18 Zimmern in Breslin Park – Teil von Mount Arlington am Gestade des Lake Hopatcong in New Jersey – erbauen, das Attol Tryst genannt wurde. Dabei ist der erste Teil des Namens ein Palindrom ihres Vornamens „Lotta“. Das Haus wurde von dem bekannten Architekten Frank Furness aus Philadelphia entworfen.

## Späte Jahre
Als Folge eines schweren Sturzes in Wilmington (Delaware) war Lotta Crabtree gezwungen in den Ruhestand zu gehen. Nach ihrer Genesung am Lake Hopatcong versuchte sie 1891 ein Comeback, beschloss dann aber 1892, inzwischen war sie 45 Jahre alt, sich endgültig von der Bühne zurückzuziehen. Zu jener Zeit war sie die reichste Schauspielerin in den Vereinigten Staaten. Ihren letzten Auftritt hatte sie 1915 am „Lotta Crabtree Day“ in San Francisco bei der Panama-Pacific International Exposition.
Lotta Crabtree hatte viele Verehrer, heiratete aber niemals. Manchmal sagte sie, dass ihre Mutter es niemals erlauben würde, da es ihr die Befähigung genommen hätte, ewig jung zu sein. Außerdem ließ ihr ihre Karriere keine Zeit für ein Familienleben. In ihrem Ruhestand reiste und malte sie, ging aber auch karitativer Arbeit nach. In diesem Zusammenhang ist eine Studienreise im Jahr 1912 nach Paris (Frankreich) zu erwähnen. In ihren späteren Jahren zog sie nach Massachusetts. Sie besaß dort Ackerfläche im Südteil vom Squantum, einem Stadtviertel von Quincy, unmittelbar südlich von Boston (Massachusetts). Als Gründe für den Erwerb dieses Landes vermutet man heute folgende: Sie wollte das Land selbst nutzen. Erworben hatte sie es im Hinblick auf die gesundheitlichen Probleme ihres Bruders Ashworth. Das Land war für ihre Pferde gedacht. Ein Großteil des Besitzes wurde dann in Form von Hausparzellen in den 1930er und 1940er Jahren veräußert. Kinder, die in jenen Tagen Crabtrees Land auf dem Weg zur Schule passierten, kamen oft an zwei kleine Markierungen aus lokalem Granit vorbei, die aufgestellt worden waren. Auf diesen waren die Namen „Ruby Royal“ und „Sonoma Girl“ eingraviert – so hießen zwei ihrer Pferde. Der Stein für „Ruby Royal“ existiert noch heute und ist an der Livesey Road zu finden. Lokale Straßennamen umfassen Ashworth Road, Livesey Road, Sonoma Road und den Küstenstreifen Crabtree Road. Ashworth und Livesey waren beides Familiennamen.

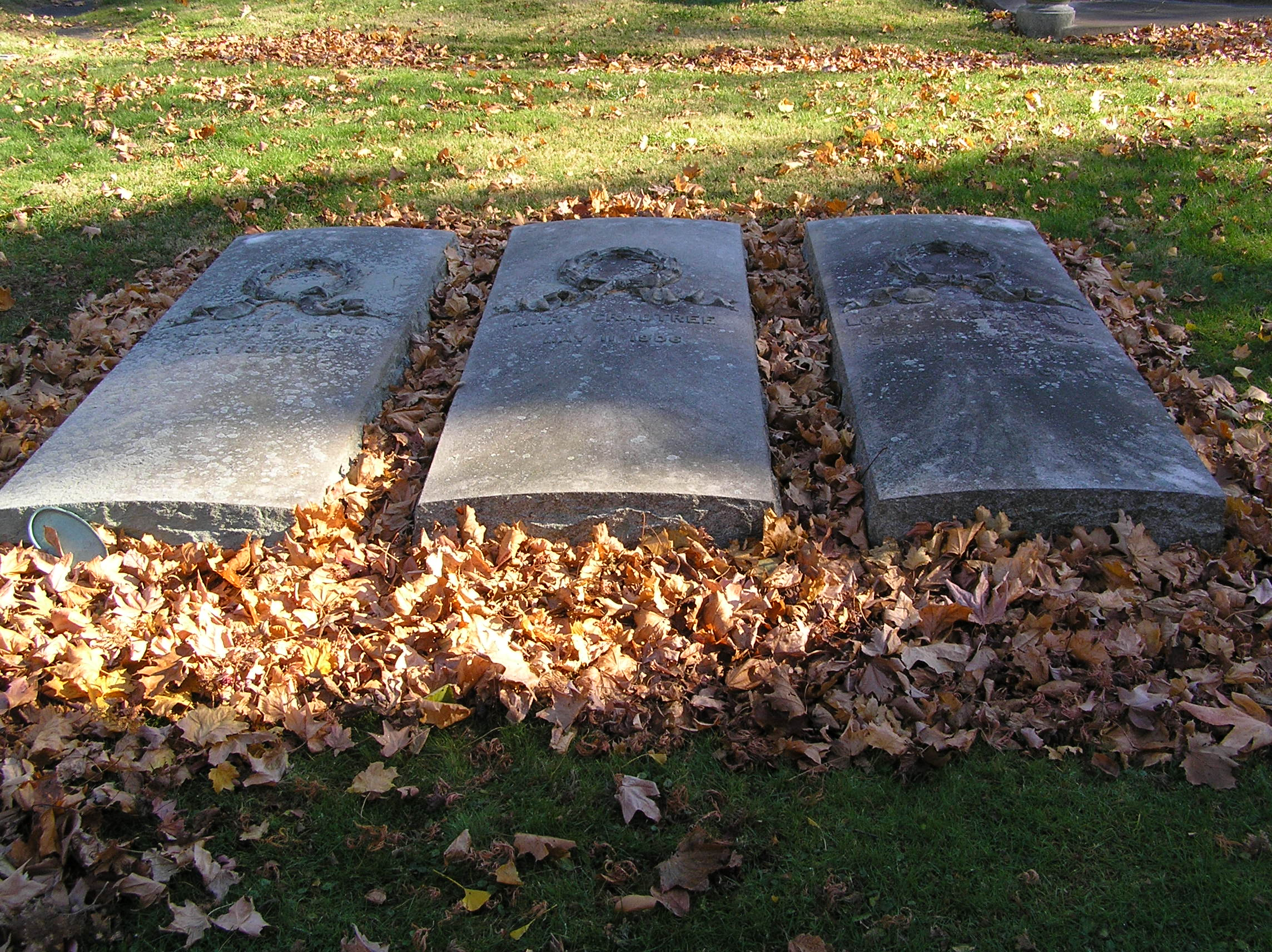
Die Grabstätte von Lotta Crabtree auf dem Woodlawn Cemetery, Bronx

Die letzten 15 Jahre ihres Lebens verbrachte Lotta Crabtree im Brewster Hotel, das sie in Boston erworben hatte. Sie verstarb dort am 25. September 1924 im Alter von 76 Jahren. In ihrem Nachruf in der New York Times wurde sie „Eternal Child“ genannt. Von ihren Kritikern wurde sie mit den Adjektiven bösartig, unberechenbar, impulsiv, töricht, neckisch, pikant, ausgelassen, fröhlich und gleichzeitig teuflisch belegt. Crabtree wurde auf dem Woodlawn Cemetery in der Bronx bestattet. Sie hinterließ ihr Vermögen in Höhe von 4 Millionen Dollar einer Wohltätigkeitsstiftung, die sich um Veteranen, alternde Schauspieler und Tiere kümmerte. Die Verwendung des Vermögens wurde zeitweise verhindert durch eine Reihe von Leuten, die erfolglos ihren letzten Willen anfochten. Die Stiftung existiert heute immer noch.

## Ehrungen
- Crabtree Hall, ein Wohnheim an der University of Massachusetts Amherst[4]
- Der Lotta’s Fountain, Geary & Market Streets, San Francisco[17]
- Lotta Fountain, Charles River Esplanade, Boston, Bildhauerin Katharine Lane Weems mit dem Architekten Edwin Dodge, 1939[18]
- Lotta Window (ein Bleiglasfenster, das ihrer Mutter gewidmet wurde), an der St. Stephen’s Episcopal Church, Chicago[19][20][21]
- Attol Tryst, früheres Sommerhaus, am Lake Hopatcong, New Jersey[1]